# Snöklockssläktet
Snöklockssläktet (Leucojum) är ett växtsläkte i familjen amaryllisväxter med två arter från södra, västra och centrala Europa, nordvästra Afrika och sydvästra Asien. Båda arterna är vanligt förekommande trädgårdsväxter i Sverige.
Släktet består av fleråriga lökväxer med remlika blad. Blommorna är klocklika, nickande, vita eller rosa. De sitter ensamma eller upp till 7 st, stödda av 1-2 hölsterblad.  Blompip och bikrona saknas. Blombladen är fria och mer eller mindre lika varandra. Ståndarknapparna är trubbiga. Frukten är en rundad kapsel med många frön.

## Bildgalleri

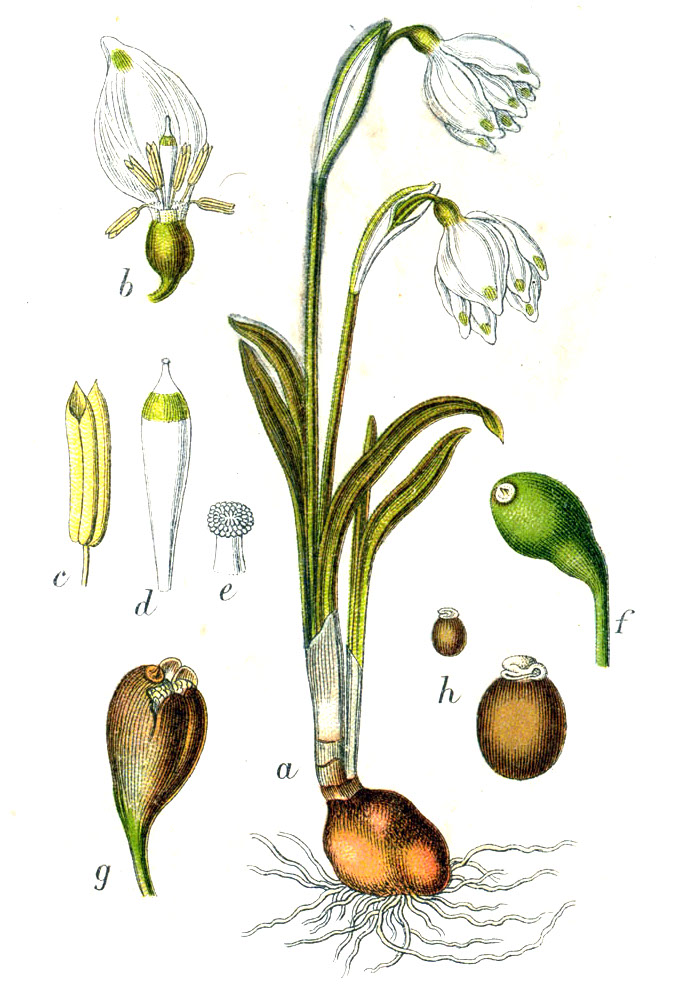
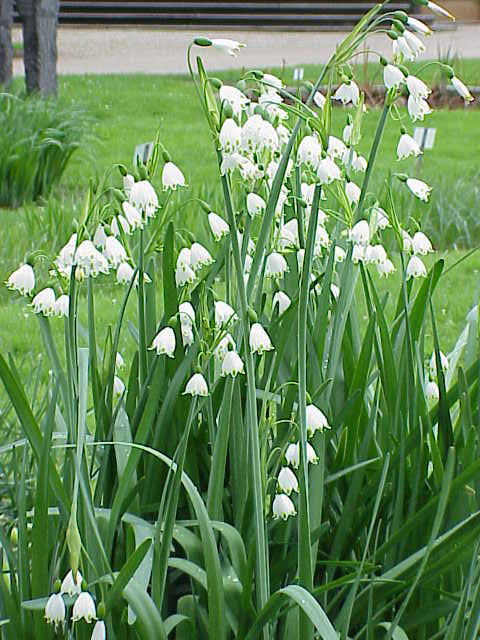
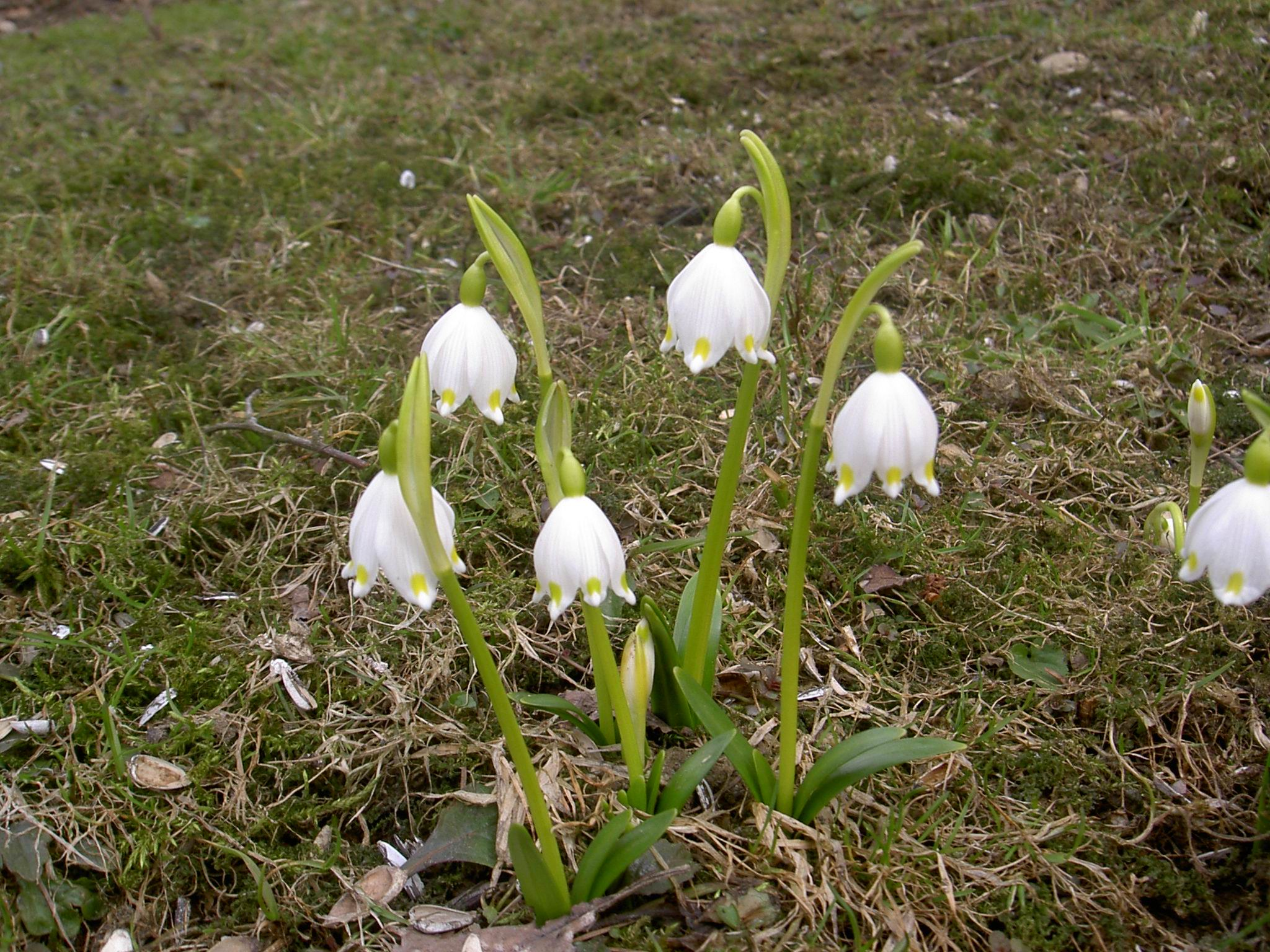
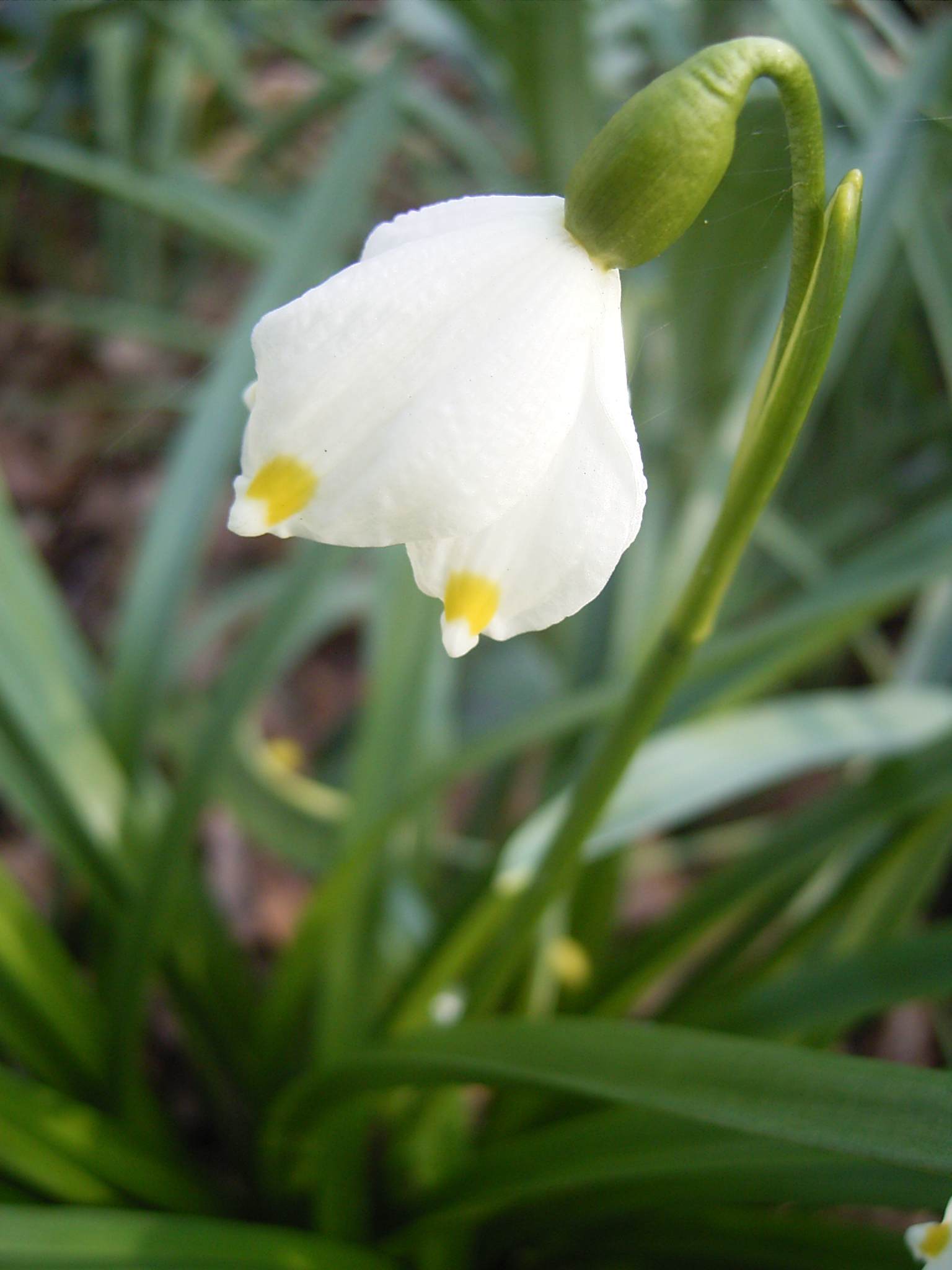
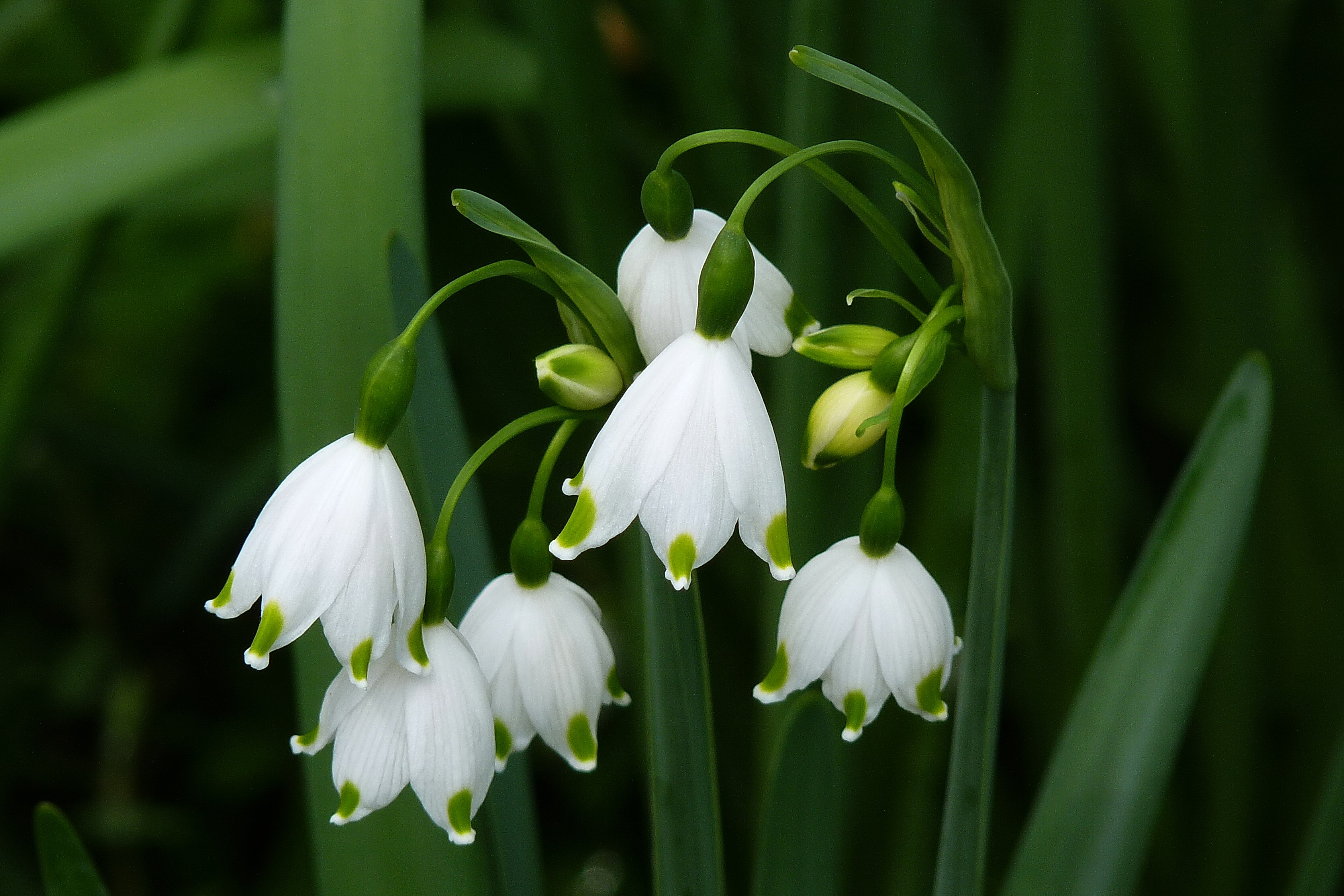
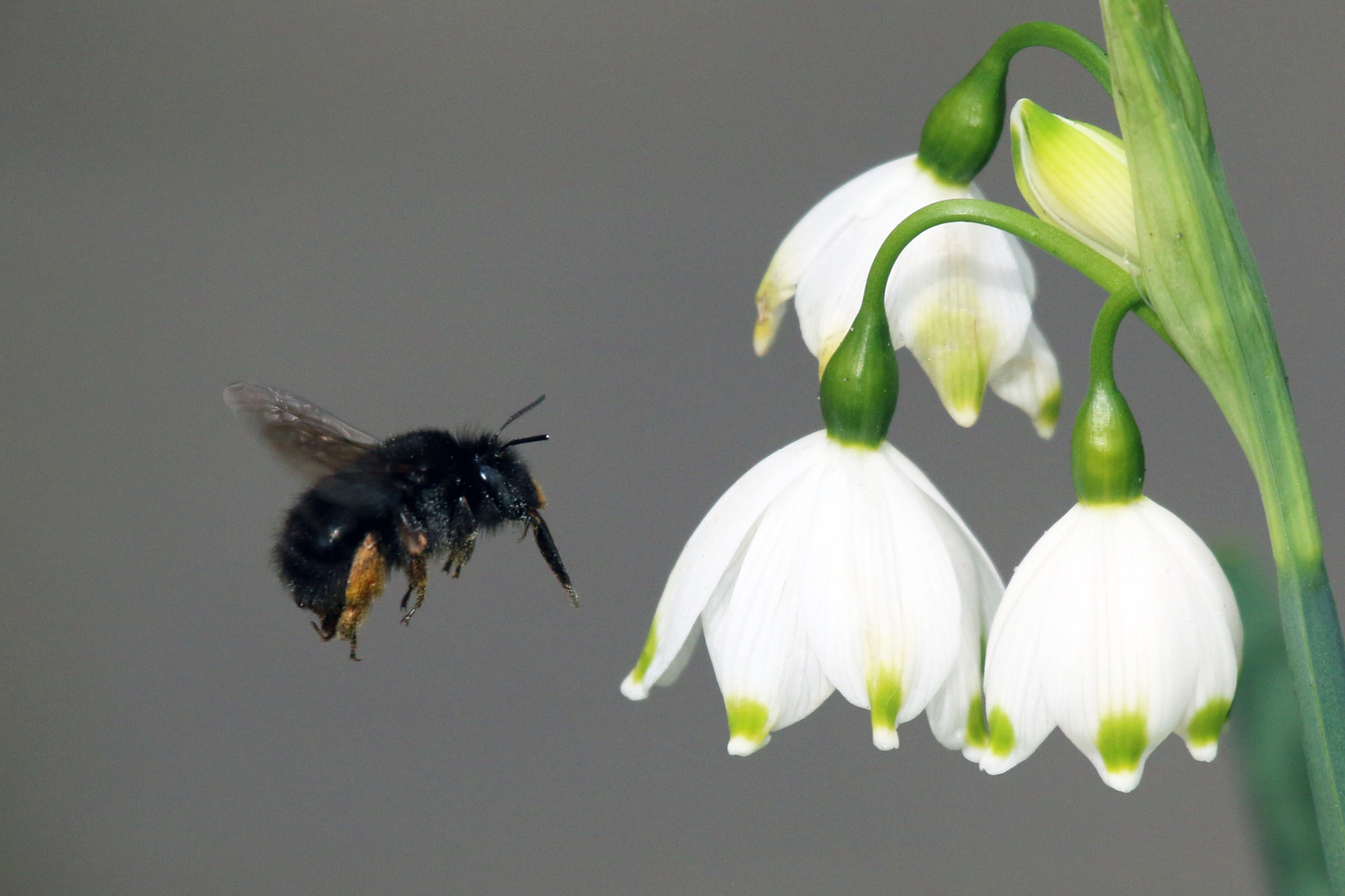

## Kladogram
Kladogram enligt Catalogue of Life:
| Snöklockor | \| \| sommarsnöklocka \| \| \| \| \| \| snöklocka \| \| \| \| |
|            | \| \| sommarsnöklocka \| \| \| \| \| \| snöklocka \| \| \| \| |
|            | sommarsnöklocka                                               |
|            |                                                               |
|            | snöklocka                                                     |
|            |                                                               |